# Dekanat możajski
Dekanat możajski – jeden z 48 dekanatów eparchii moskiewskiej obwodowej Rosyjskiego Kościoła Prawosławnego. Obejmuje cerkwie położone w rejonie możajskim obwodu moskiewskiego. Funkcjonują w nim cztery cerkwie parafialne miejskie, dwadzieścia trzy cerkwie parafialne wiejskie, pięć cerkwi filialnych i dwie kaplice.
Funkcję dziekana pełni ihumen Daniel (Żyrnow).

## Cerkwie w dekanacie[1]
- Cerkiew św. Andrzeja Stratylatesa w Andriejewskim
- Cerkiew św. Dymitra Sołuńskiego w Bolszym Tiesowie
- Cerkiew Zmartwychwstania Pańskiego w Borisowie
- Cerkiew Smoleńskiej Ikony Matki Bożej w Borodinie
- Cerkiew Trójcy Świętej w Gorietowie
- Cerkiew św. Mikołaja w Gubinie
- Cerkiew Objawienia Pańskiego w Drowninie
- Cerkiew Opieki Matki Bożej w Jelni
- Cerkiew św. Dymitra Sołuńskiego w Iwakinie
- Cerkiew Wprowadzenia Matki Bożej do Świątyni w Klemientjewie
- Cerkiew Zmartwychwstania Pańskiego w Kuprowie
- Sobór św. Mikołaja w Możajsku

Cerkiew Świętych Piotra i Pawła w Możajsku
Cerkiew św. Andrzeja Apostoła w Możajsku
Cerkiew św. Włodzimierza w Możajsku
Kaplica św. Cara Mikołaja
- Cerkiew św. Michała Archanioła w Możajsku
- Cerkiew Świętych Joachima i Anny w Możajsku

Cerkiew św. Dymitra Sołuńskiego w Możajsku
Cerkiew św. Leoncjusza z Rostowa w Możajsku
- Cerkiew św. Eliasza w Możajsku
- Cerkiew św. Mikołaja w Mokrym

Kaplica Ikony Matki Bożej „Życiodajne Źródło”
- Cerkiew św. Mikołaja w Nikolskim
- Cerkiew Narodzenia Matki Bożej w Porieczju
- Cerkiew Zaśnięcia Matki Bożej w Puszkinie
- Cerkiew św. Jerzego w Siemienowskim
- Cerkiew Przemienienia Pańskiego w Siwkowie
- Cerkiew Smoleńskiej Ikony Matki Bożej w Starym Siole
- Cerkiew Opieki Matki Bożej w Tropariewie
- Cerkiew św. Serafina z Sarowa w Uwarowce
- Cerkiew św. Aleksandra Newskiego w Chołmie
- Cerkiew św. Dymitra Sołuńskiego w Szimonowie
- Cerkiew Odnowienia Świątyni Zmartwychwstania Pańskiego w Jerozolimie w Jurłowie